# غريتا غورغيفا
غريتا غورغيفا (بالبلغارية: Грета Георгиева)‏ هي موجهة قوارب ‏ بلغارية، ولدت في 19 أبريل 1965.

## وصلات خارجية
- غريتا غورغيفا على موقع الاتحاد الدولي للتجديف (الإنجليزية)
- غريتا غورغيفا على موقع اللجنة الأولمبية الدولية (الإنجليزية)
- غريتا غورغيفا على موقع أوليمبيديا (الإنجليزية)